# اسکوایر
اسکوایر (به انگلیسی: Esquire, ‎/ɪˈskwaɪər/‎ در بریتانیا و ‎/ˈɛskwaɪər/‎ در آمریکا، یا به اختصار Esq.) معمولاً یک عنوان ادبی است. در بریتانیا، اسکوایر از نظر تاریخی عنوان احترامی بود که برای مردان دارای رتبهٔ اجتماعی بالاتر، به ویژه اعضای اعیان‌نشین زمین‌دار بالاتر از درجهٔ جنتلمن و پایین‌تر از درجهٔ شوالیه استفاده می‌شد. برخی منابع نقل کرده‌اند که این عنوان به «نامزدهای شوالیه‌گری در انگلستان» اعطا می‌شده است، این عنوان برای افرادی که در یک گروه معتبر هستند نیز محفوظ است و حتی به منظور احترام، برای سایر مقامات بلندپایه مانند قاضی صلح، کلانتر و گروهبان استفاده می‌شود.